# Puccinia moyanoi
Puccinia moyanoi ist eine Ständerpilzart aus der Ordnung der Rostpilze (Pucciniales). Der Pilz ist ein Endoparasit des Süßgrases Agrostis moyanoi. Symptome des Befalls durch die Art sind Rostflecken und Pusteln auf den Blattoberflächen der Wirtspflanzen. Sie ist ein Endemit Argentiniens.

## Merkmale

### Makroskopische Merkmale
Puccinia moyanoi ist mit bloßem Auge nur anhand der auf der Oberfläche des Wirtes hervortretenden Sporenlager zu erkennen. Sie wachsen in Nestern, die als gelbliche bis braune Flecken und Pusteln auf den Blattoberflächen erscheinen.

### Mikroskopische Merkmale
Das Myzel von Puccinia moyanoi wächst wie bei allen Puccinia-Arten interzellulär und bildet Saugfäden, die in das Speichergewebe des Wirtes wachsen. Aecien oder Spermogonien der Art sind nicht bekannt, gleiches gilt für die Uredien des Pilzes. Ihre gelben bis goldenen Uredosporen sind 30–32 × 26–30 µm groß, mehr oder weniger kugelig und fein stachelwarzig. Die blattoberseitig wachsenden Telien der Art sind zimtbraun und früh offenliegend. Die hell goldbraunen Teliosporen sind ein- bis zweizellig, in der Regel ellipsoid und 42–60 × 22–28 µm groß. Ihre Stiele sind farblos bis gelblich und bis zu 65 µm lang.

## Verbreitung
Das bekannte Verbreitungsgebiet von Puccinia moyanoi umfasst lediglich Argentinien.

## Ökologie
Die Wirtspflanze von Puccinia moyanoi ist Agrostis moyanoi. Der Pilz ernährt sich von den im Speichergewebe der Pflanzen vorhandenen Nährstoffen, seine Sporenlager brechen später durch die Blattoberfläche und setzen Sporen frei. Die Art verfügt über einen Entwicklungszyklus, von dem bislang lediglich Telien und Uredien sowie deren Wirt bekannt sind; Spermogonien und Aecien konnten dem Pilz nicht zugeordnet werden.